# Vic Wild
Victor Ivan Wild, més conegut com a Vic Wild, (en rus: Виктор Айван Уайлд) (White Salmon, Estats Units 1986) és un esquiador nord-americà nacionalitzat rus, especialista en surf de neu, i guanyador de dues medalles olímpiques.

## Biografia
Va néixer el 23 d'agost de 1986 a la ciutat de White Salmon, població situada a l'estat de Washington (Estats Units). El 2011 es casà amb l'esquiadora i medallista olímpica Alena Zavarzina, adoptant la nacionalitat russa.

## Carrera esportiva
Va iniciar la competició representant els Estats Units, però el 2011 adoptà la nacionalitat russa després del seu matrimoni. Va participar, als 27 anys, als Jocs Olímpics d'Hivern de 2014 realitzats a Sotxi (Rússia), on va aconseguir guanyar la medalla d'or en les proves d'eslàlom paral·lel i eslàlom gegant paral·lel.
Al llarg de la seva carrera ha guanyat una medalla de bronze en el Campionat del Món de surf de neu.